# Langelijnvisserij

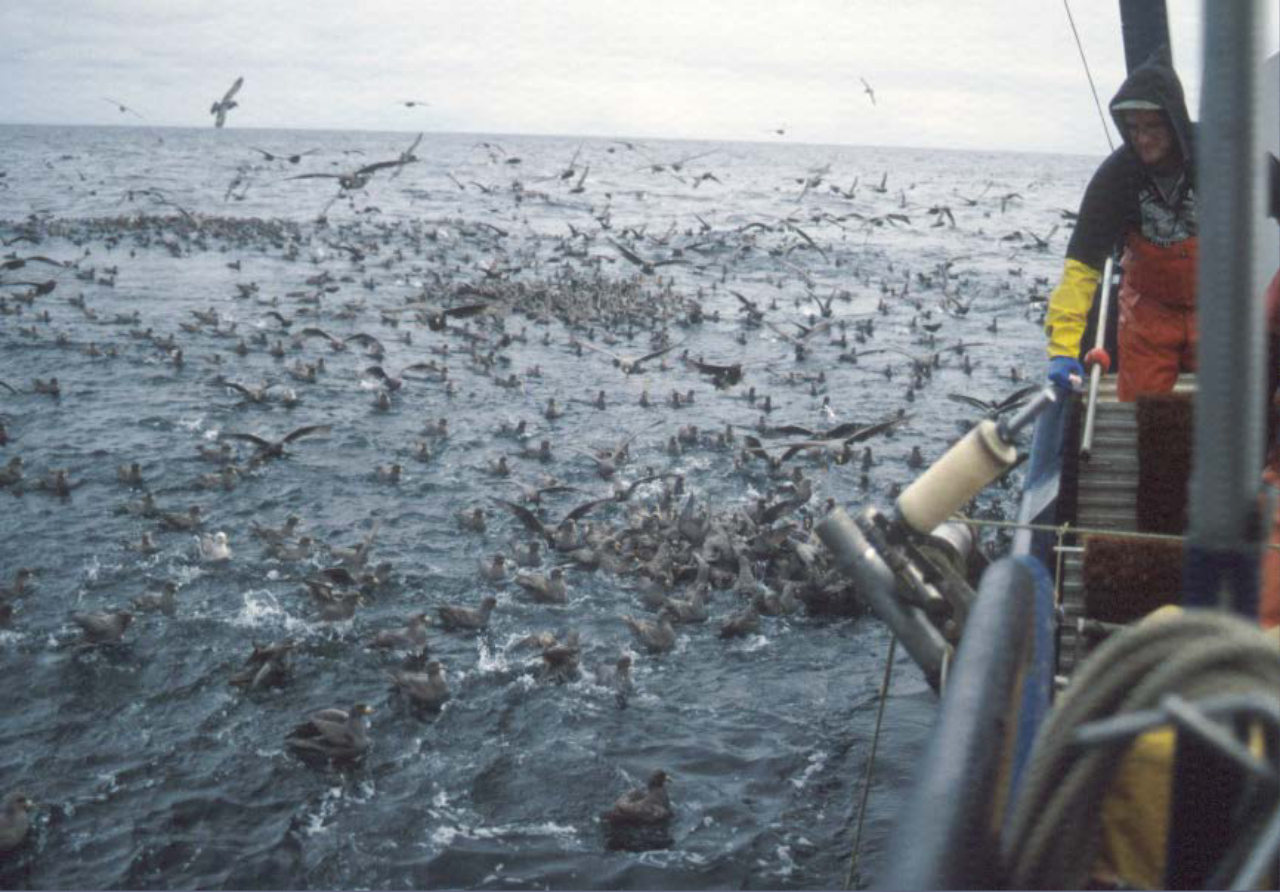
Zeevogels bij vissersschip dat met lange lijnen vist.

Langelijnvisserij (ook wel longline-visserij of longlijnvisserij) is een visserijtechniek die gebruikt wordt door beroepsvissers in de zeevisserij. Hierbij worden lange dunne kabels gebruikt, de zogenaamde hoofdlijn. Aan deze hoofdlijn zitten zijlijnen met haakjes en aasvis. 

## Diverse methoden
In de langelijnvisserij kunnen -afhankelijk van de beviste soorten- de hoofdlijnen op verschillende manieren in het water worden neergelaten: zwevende net onder het wateroppervlak, of juist dicht op de zeebodem, vast aan een anker, of juist vrijzwevend. Eén hoofdlijn kan bestaan uit honderden of duizenden zijlijnen met aas. De langelijnvisserij richt zicht meestal op zwaardvis, tonijn, Pacifische heilbot (de gewone heilbot is inmiddels een bedreigde diersoort), zwarte kabeljauw, kabeljauw, schelvis, koolvis en nog veel meer soorten.
Bij de visserij op Antarctische diepzeeheek (ook wel Patagonische tandvis  genoemd bij letterlijke vertaling uit het Engels) zijn beperkingen ingesteld en mogen er niet meer dan 25 haken aan een lijn zitten. Daarentegen worden door de grootschalige beroepsvisserij in de Beringzee en het noordelijk deel van de Grote Oceaan kilometers lange lijnen gebruikt, met meer dan 2500 haken met aas.

## Bijvangsten
Deze visserij is berucht om de bijvangst van buissnaveligen (waaronder veel soorten albatrossen), zeeschildpadden en bedreigde haaiensoorten. Jaarlijks worden tussen de 50.000 en 100.000 vogels, voornamelijk Noordse stormvogels, gevangen als ongewenste bijvangst. De Britse vogelbeschermingsorganisatie heeft alle landen die met lijnen vissen, gevraagd plannen op te stellen om het aantal gevangen vogels te verminderen. Behalve vogels worden soms zeezoogdieren aan de haak geslagen bij de langelijnvisserij. Ook deze verdrinken dan meestal.

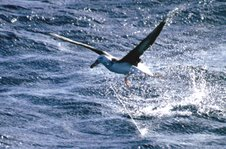
Wenkbrauwalbatros die vastzit aan een lange lijn en probeert weg te vliegen.

Er zijn methoden om deze schadelijke effecten tegen te gaan zoals: 
- Gewichten aan de lijnen hangen zodat de haken snel onder het wateroppervlak zakken
- Vlaggetjes bevestigen die de zeevogels afschrikken
- Alleen 's nachts of bij weinig licht vissen
- Het visseizoen beperken in de tijd dat de zeevogels jongen hebben
- Geen visafval overboord gooien als de lijnen worden uitgezet

Desondanks is het effect van deze maatregelen beperkt. In maart 2006 werd de visserij op zwaardvis rond Hawaï gesloten omdat ze een bedreiging vormde voor de onechte karetschildpad (Caretta caretta). Dit ondanks het gebruik van speciale haken om bijvangsten te voorkomen.
Vooral onder albatrossen is de sterfte door de langelijnvisserij aanzienlijk. Van de 21 soorten die er worden onderscheiden door de IUCN, staan er 19 als bedreigd op de rode lijst.